# Revoluția de la 1848 din Moldova

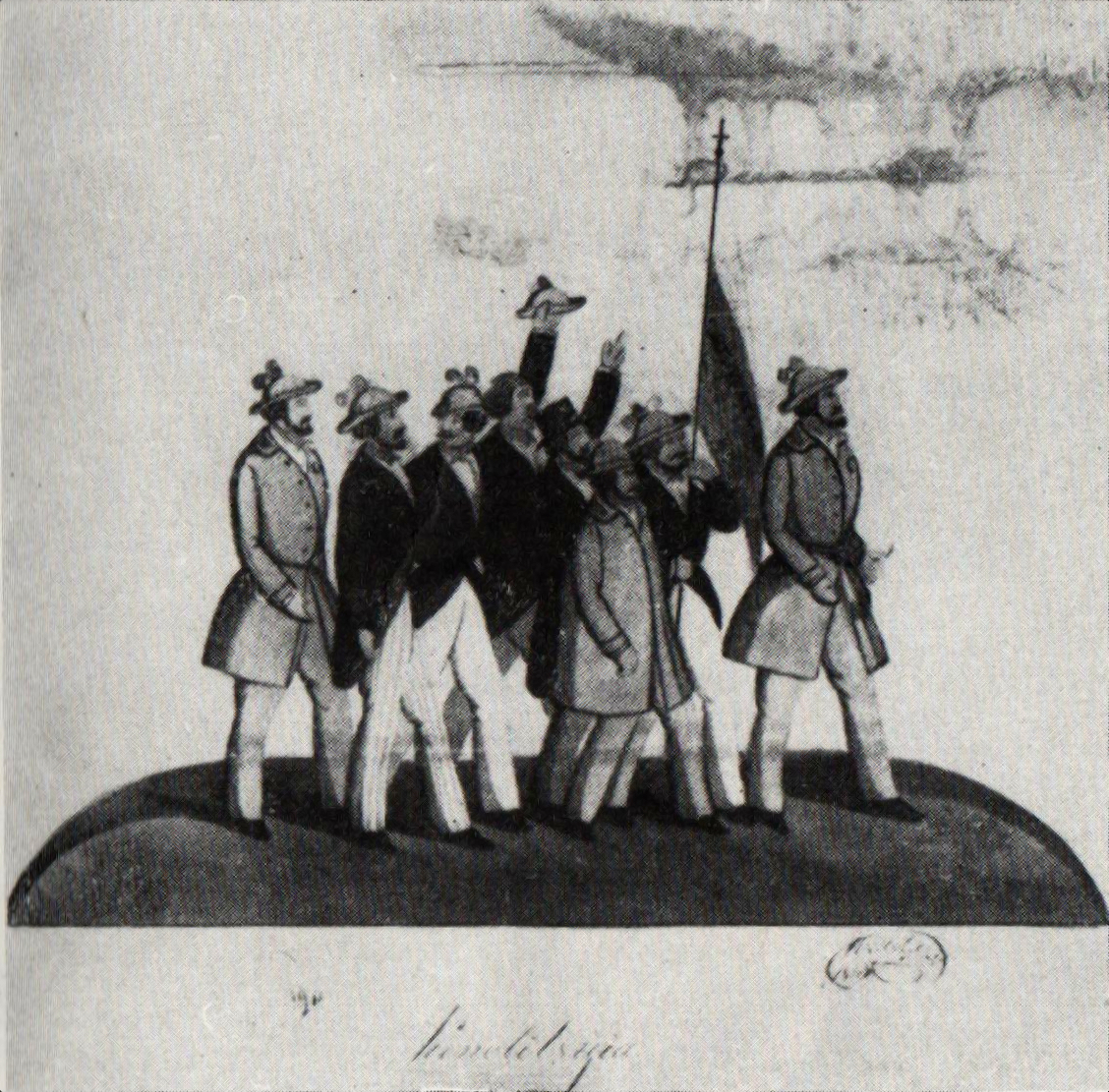
Grupul de manifestanți pentru revoluție la 1848 - de Costache Petrescu.

În Moldova, revoluția de la 1848 a avut un caracter pașnic, fiind denumită în epocă și „revolta poeților români”, și s-a concretizat printr-o petiție în martie 1848 și printr-un program în august 1848. Petiția cuprindea 35 de puncte și a fost redactată, de către Vasile Alecsandri, la o întrunire a tinerilor revoluționari moldoveni care a avut loc la hotelul Petersburg din Iași, în seara zilei de 28 martie 1848 cu știrea domnitorului Mihail Sturza. Această „Petițiune-proclamațiune a comitetului desemnat a prezenta revendicările moldovenilor...” avea un caracter moderat datorită atitudinii rezervate a principelui Sturza, care era presat de prezența trupelor ruse la graniță.  Simțind pericolul unei mișcări și în Moldova, sub influența celor de afară, domnitorul însuși le-a cerut petiția. Cu toate că memoriul lor nu cuprindea decât reforme moderate, mai mult de ordin administrativ și cultural, în conformitate cu Regulamentul Organic, domnitorul l-a folosit ca pretext pentru arestarea capilor mișcării. Dintre cei arestați făceau parte Manolache Costache Epureanu, Alexandru Ioan Cuza, Alexandru (Alecu) Romalo, trei frați Rosetti, Zaharia Moldovanu, N. Catargiu, Dumitru Filipescu și Alecu Moruzi. (G. Sion, 2014, op. cit. p. 174). Aceștia urmau să fie trimiși în Turcia, însă au reușit să-i cumpere pe cei care trebuiau să-i treacă Dunărea (una dintre persoanele care au jucat un rol definitoriu a fost Maria Rosetti, care „mergea pe talvegul Dunării cu copilul în brațe și cu pungile de galbeni” pentru a-i elibera pe cei căzuți prizonieri), ajungând la Brăila. Viitorul domnitor, Alexandru Ioan Cuza, a fost salvat de către soția sa, Elena Cuza, care a intervenit pe lângă consulul englez Cunningham. După eliberare, acesta s-a refugiat la Viena, fiind urmat mai târziu de soție.
De aici au reușit să plece în Transilvania, de unde au trecut în Bucovina.
În vara lui 1848 se aflau în Bucovina — și mai ales în Cernăuți — circa 50 de fruntași ai tineretului revoluționar moldovean, printre care Alexandru Ioan Cuza, Costache Negri, D. Canta, Vasile Alecsandri, Alecu Russo. Acestora li s-a adăugat și Mihail Kogălniceanu, care avusese un conflict cu fiul domnitorului. În august 1848 este redactat un program în 36 de puncte, care a fost publicat de Kogălniceanu sub titlul „Dorințele partidei naționale din Moldova”. Acest program se deosebea radical de petiția din martie, fiind împotriva Regulamentului Organic și a protectoratului țarist. Se cereau, printre altele, egalitate politică și civilă, instrucțiune gratuită, secularizarea averilor mănăstirești închinate, desființarea rangurilor și privilegiilor, împroprietărirea țăranilor, eliberarea robilor țigani particulari și unirea Moldovei cu Muntenia.
La 28 iunie/9 iulie trupele rusești au intrat în Iași instaurând „ordinea” în principat. Prin Convenția ruso-turcă de la Balta-Liman din 19 aprilie/1 mai 1849, Principatele Române erau readuse sub un control riguros al puterilor semnatare. Înalta Poartă l-a numit domn al Moldovei pe Grigore Alexandru Ghica, „cu consimțirea și învoirea Rusiei, așa cum prevedea Convenția de la Balta-Liman”.